# گویجعلی‌تپه
گویجه‌لی تپه (به ترکی آذربایجانی: تپه گؤیجه‌لی Təpə Göycəli) روستایی است از توابع بخش مرکزی شهرستان ارومیه استان آذربایجان غربی ایران.

## جمعیت
این روستا در دهستان باش‌قلعه قرار داشته و بر اساس سرشماری سال ۱۳۸۵ جمعیت آن ۲۷ نفر (۶ خانوار)
بوده‌است.